# Cantone di Mens
Il Cantone di Mens era una divisione amministrativa dell'arrondissement di Grenoble.
A seguito della riforma approvata con decreto del 18 febbraio 2014, che ha avuto attuazione dopo le elezioni dipartimentali del 2015, è stato soppresso.

## Composizione
Comprendeva i comuni di:
- Cordéac
- Cornillon-en-Trièves
- Lavars
- Mens
- Prébois
- Saint-Baudille-et-Pipet
- Saint-Jean-d'Hérans
- Saint-Sébastien
- Tréminis